# Ворошилівська сільська рада
| Ворошилівська сільська рада — колишній орган місцевого самоврядування у Тиврівському районі Вінницької області з адміністративним центром у с. Ворошилівка. Сільській раді були підпорядковані населені пункти: - с. Ворошилівка - с. Борсків - с. Маянів |

## Склад ради
Рада складалася з 16 депутатів та голови.

## Керівний склад сільської ради
| ПІБ                          | Основні відомості                                                                 | Дата обрання | Дата звільнення |
| ---------------------------- | --------------------------------------------------------------------------------- | ------------ | --------------- |
| Лисак Павло Павлович         | Сільський голова, 1967 року народження, освіта, член Народно-демократичної партії | 26.03.2006   | 31.10.2010      |
| Лисак Павло Павлович         | Сільський голова, 1967 року народження, освіта вища, безпартійний                 | 31.10.2010   | 18.03.2012      |
| Ліщищин Василь Володимирович | Сільський голова, 2012 року народження, освіта вища, член Партії регіонів         | 18.03.2012   |                 |

Примітка: таблиця складена за даними джерела